# Păstrăv de munte
Păstrăvul de munte sau păstrăvul indigen (Salmo trutta fario), denumit adesea și păstrăv, este un pește dulcicol răpitor din familia salmonide (Salmonidae), din apele curgătoare reci de munte, din Europa (bazinul Oceanului Atlantic, bazinul mărilor Baltice, Nordului, Negre, Caspice, Mediterane) și Asia Mică. Este o specie criofilă  (temperatura optimă 14°-16°) și oxifilă și trăiește numai în ape de munte (până la izvor), îndeosebi în cursul superior al râurilor și pârâielor, ocazional în lacuri. În nordul Europei trăiește și la câmpie, în centrul Europei numai la munte. A fost introdusă în America de Nord, Africa și Noua Zeelandă.
În România trăiește în cursul superior al tuturor râurilor și pârâielor ce izvorăsc la munte, (afară de Râmnicu-Sărat): Bistrița cu afluenții săi (Dorna, Barnar, Neagra, Broșteni, Borca, Bica, Bicaz, Tarcău), Timiș, Someșul Rece, Someșul Cald, Sâmbăta (Făgăraș), Răstolnița, Bârzava, Bistra, Buzăul, Prejmer, în Siret, până la Lucavăț, în Suceava, până la Falcău, în pâraiele din Făgăraș etc. Trăiește și în unele lacuri de tip alpin din România (Bucura, Zănoaga, Lia, Ana, Galeș din masivul Retezat; lacul Bâlea din Făgăraș, Gâlcescu din Parâng). 
În special îi plac șipotele, unde stă ziua ascuns la fund, sub pietre, noaptea iese la vânătoare. Păstrăvul de munte este cel mai bun înotător din apele noastre. Străbate apa cu ușurința unei săgeți, învingând obstacolele peste care nu poate trece niciun alt pește. La nevoie, sare cascade până la 4 m înălțime.
Are obișnuit 20-30 cm lungime și 200-600 g; ajunge și la 40 cm și peste 800 g, rar peste 1 kg, excepțional 8-10 kg. Trăiește până la 10-12 ani. Corpul este alungit, ușor comprimat lateral și acoperit cu solzi mici. Capul și piesele operculare lipsite de solzi. Profilul dorsal puțin mai convex decât cel ventral. Capul este mare, cu gura largă terminală sau subterminală, și prevăzută cu dinți ascuțiți pe premaxilar, maxilar, palatin, dentar, limbă, placa și manubriul prevomerului. Toți dinții sunt puternici și îndreptați înapoi. Botul scurt și obtuz, falca superioară o depășește puțin pe cea inferioară. Înotătoarea dorsală scurtă cu marginea dreaptă, iar înotătoarea anală ușor concavă. Înotătoarele pectoralele și ventralele scurte și rotunjite. Înotătoarele ventralele se inserează în urma mijlocului înotătoarei dorsale. Înotătoarea caudală slab excavată la adult, mai excavată la tineri. Înotătoarea adipoasă se inserează deasupra părții posterioare a înotătoarei anale. Linia laterală completă, rectilinie, dispusă pe mijlocul corpului și al pedunculului caudal.
Coloritul corpului variază după vârstă, sex, activitatea sexuală, natura și temperatura apei, etc. În apele umbrite și bogate în vegetație, păstrăvii de munte sunt mai întunecați. La adulți spinarea e brună-verzuie sau verde-măsliniu cu pete rotunjite negre sau câteodată roșii; flancurile corpului sunt gălbui, abdomenul alb-gălbui. Flancurile au în partea dorsală niște pete negre dispuse în șiruri longitudinale neregulate. Pe mijlocul flancurilor, în apropierea liniei laterale, pete roșii înconjurate de un chenar alb îngust. Înotătoarele dorsală și caudală cenușii. Înotătoarea dorsală cu pete rotunjite negre și roșii. Înotătoarele pectorale, ventrale și anală cenușii-gălbui, deseori cu marginea anterioară albă.
Hrana principală a păstrăvului o constituie viermii și diverse insecte, atât acvatice (larve de efemeroptere, plecoptere, tricoptere), cât și aeriene (pentru prinsul cărora peștele sare deseori din apă). Se mai hrănește și cu broaște, peștișori (Cottus, Phoxinus, Noemacheilus ș.a), icre și chiar cu puietul din propria progenitură. Îi plac și lătăușii (crustaceii de genul Gammarus). 
Maturitatea sexuală este atinsă la 3-4 ani. Epoca de reproducere durează din luna octombrie până la sfârșitul lui decembrie, la o temperatură sub 6-8°C. Pentru reproducere, păstrăvii de munte migrează în susul pârâielor, spre izvoare, iar exemplarele din lacuri urcă pe afluenți. În epoca de reproducere, păstrăvii nu se hrănesc. În epoca de reproducere, ambele sexe sunt mai viu colorate. Masculii se hărțuiesc între ei, iar învingătorii însoțesc femelele spre locul împerecherii. Femela sapă pe fundul pârâielor cu ajutorul înotătoarelor niște gropițe în care depune icrele, pe care masculul le stropește cu lapți. Gropițele sunt apoi acoperite cu prundiș, ferindu-le în acest fel de dușmani. Femelele depun 1000-1500 icre la 1 kg de pește. Icrele sunt galbene sau portocalii la culoare și au un diametru de 4,5-5 mm. Eclozarea alevinilor are loc primăvară. După reproducere, adulții coboară în josul apei,
Păstrăvul de munte este cel mai important pește din apele de munte. Pescuitul este admis numai cu undița. Cantitatea pescuită în România este însă mică. Are carnea foarte gustoasă, delicată și lipsită de oase. Se consumă proaspăt sau afumat. Se pretează foarte bine în piscicultură, fiind crescut pentru consum în numeroase păstrăvării și pentru producerea de puiet, cu care se repopulează pâraiele de munte.